# Tuwa Tuwa
Tuwa Tuwa is een bestuurslaag in het regentschap Nias Barat van de provincie Noord-Sumatra, Indonesië. Tuwa Tuwa telt 71 inwoners (volkstelling 2010).